# Castel Tedaldo
Castel Tedaldo è stata una struttura difensiva di Ferrara scomparsa dal XVII secolo. Nella zona dove sorgeva questa fortezza si trova via Castel Tedaldo.

## Storia

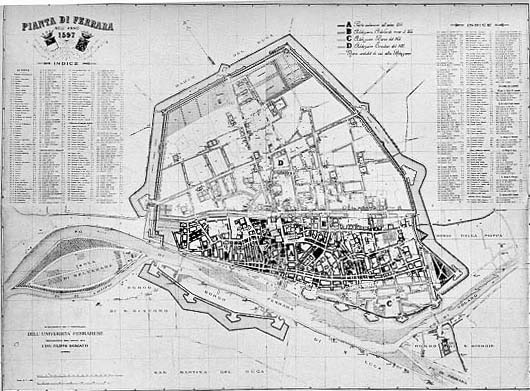
Pianta di Ferrara nel 1597

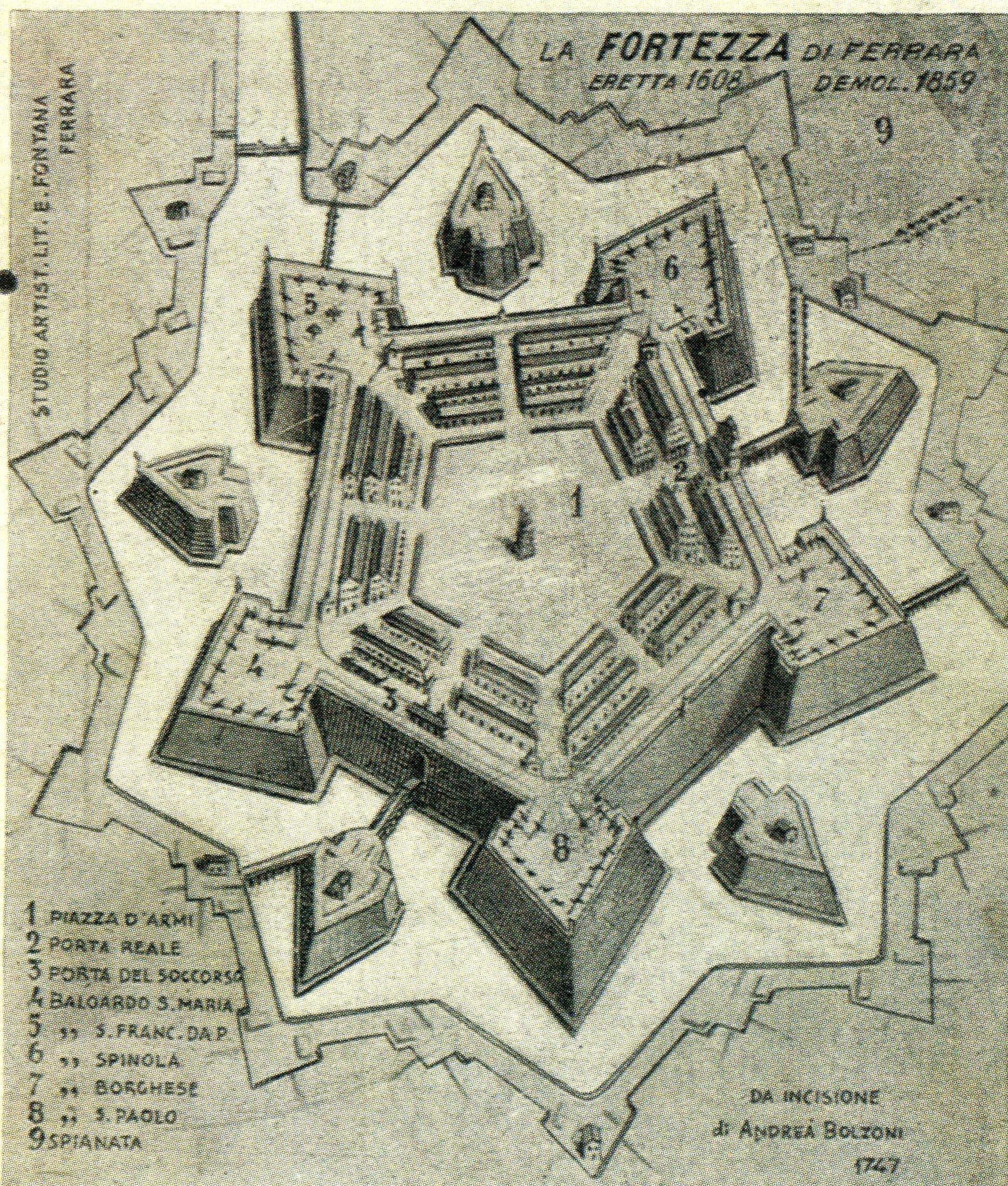
Fortezza di Ferrara

Castel Tedaldo fu il secondo punto fortificato sorto a Ferrara, dopo il Castrum bizantino, eretto sulla riva del Po come il castrum ma più ad ovest, costruito attorno alla fine del X secolo e voluto dal conte Tedaldo di Canossa, che aveva ottenuto da papa Giovanni XV il feudo di Ferrara. Come il Castrum bizantino, la nuova fortificazione aveva la funzione di difendere il traghetto che collegava le due sponde del Po e in più era stata pensata come roccaforte dei Guelfi, ai quali apparteneva il Canossa.

### Crescita della città
Una delle vie medievali che univa le due fortificazioni era la via Grande (poi via Ripagrande) che fu uno degli assi di crescita est-ovest della città (una città lineare) sulle rive del Po Grande. 
Sulla via vennero costruite dapprima abitazioni povere, con tetti in paglia, che in seguito vennero sostituite da dimore più confortevoli.

## Distruzione di Castel Tedaldo
Con la devoluzione del Ducato di Ferrara allo Stato Pontificio e l'instaurarsi del nuovo potere, a partire dal 1598, a Ferrara venne costruita la Fortezza.
Questa nuova e moderna struttura difensiva, opera di Giovan Battista Aleotti pensata per resistere alle artigliere del XVII secolo, costruita su base pentagonale e circondata da un fossato, venne ultimata nel 1618 e comportò, per la sua erezione, la distruzione di Castel Tedaldo e della delizia estense sull'isola di Belvedere, l'abbattimento di interi quartieri con chiese e monumenti medievali e lo spostamento di circa ventimila persone dai luoghi dove vivevano, creando ostilità e rancori nei confronti del papato da parte dei ferraresi.